# Otterup
Otterup er en tidligere stationsby på det nordlige Fyn med 5.270 indbyggere  (2024), beliggende 15 km nord for Odense, 6 km nordvest for ladepladsen Klintebjerg ved Odense Fjord og 23 km øst for kommunesædet i Bogense. Byen er den største i Nordfyns Kommune og ligger i Region Syddanmark.
Otterup ligger i Otterup Sogn. Otterup Kirke ligger i byen. 2 km nordøst for byen ligger herregården Ørritslevgård.

## Skoler
Sletten Skole med i alt 860 elever har tre afdelinger: Både afdeling Nordvest i Otterups nordvestlige parcelhuskvarter og afdeling Skovløkken 3 km sydøst for byen har 0.-6. klasse, og afdeling Otterup midt i byen har 0.-9. klasse. Alle tre afdelinger har SFO til børn i 0.-2. klasse og klub til børn i 3.-6. klasse.
Otterup Realskole fra 1884 har 232 elever, fordelt på ét spor i 0.-6. klasse og to spor i 7.-9. klasse. Skolen har SFO med pladsgaranti for børn i 0.-3. klasse.

## Sport
Otterup Bold- og Idrætsklub (OB&IK) har hjemmebane i byen. I 2009-13 spillede klubben i 2. division (fodbold). Den er stiftet i 1913 og har over 500 medlemmer. Ud over fodbold har den rummet andre idrætsgrene som håndbold, badminton, bordtennis, boksning, karate og gymnastik, men flere af disse er efterhånden udskilt i selvstændige klubber. Således blev Otterup Håndboldklub (Otterup HK) stiftet i 1953. Den har ca. 300 medlemmer og driver et motionscenter sammen med OB&IK. Senest har Otterup Gymnasterne dannet deres egen klub.

## Historie
Byen benævnes Ottorp i 1427.

### Vikingegrave
På marken Galgedil i det vestlige Otterup har Odense Bys Museer fundet en gravplads fra Vikingetiden med et stort antal grave. I disse er der fundet såvel knoglemateriale som vikingegenstande. I sommeren 2005, da området skulle udlægges til parcelhusbyggeri, fandt man yderligere 19 grave, hvilket bragte det samlede antal op på 50. Dermed er gravpladsen den største kendte vikingegravplads på Fyn. Fundene kan beses på Odense Museum.

### Nislevgård
I byens vestlige udkant ligger den tidligere herregård Nislevgård. Dens ejer oprettede i 1722 "Frelserens Hospital" i et hus ved kirken med plads til 8 fattiglemmer. Et par hundrede år senere overtog Otterup sognekommune huset på Bakkevej 2 og brugte det som bibliotek. Da biblioteket flyttede i 1958, blev huset til Otterup Museum.
Efter at jernbanen var kommet til Otterup, blev der i 1896 anlagt en 800 m lang roebane mellem stationen og Nislevgård. Dens tracé er bevaret som Kærlighedsstien mellem Damløkkevej og Nislevgård og er et af Danmarks bedst bevarede roebanetracéer.
Statens Jordlovsudvalg overtog Nislevgård i 1925. Bygningerne, der senere er suppleret med tilbygninger, var spædbørnshjem 1926-80. Nislevgård er nu efterskole for ordblinde og har plads til ca. 100 elever.

### Jernbanen
Otterup havde station på Nordfyenske Jernbane (1882-1966). Det var banens største mellemstation. Banen gik en stor omvej for at komme til Otterup, idet den direkte linje mellem Odense og Bogense ville være over Søndersø.
Navnene Jernbanegade og Banepladsen minder stadig om stationsbytiden, men stationsbygningen er revet ned. Inde i byen er små stykker sti anlagt på banetracéet mellem Gartnervænget og Banepladsen og langs Skydebanevej. Uden for byen er et længere stykke af tracéet bevaret mellem Rødevej og Åkandevej.

### Stationsbyens udvikling
Omkring 1870 beskrives forholdene således: "Otterup ved Landeveien, med Kirke, Apothek og Hospital, Hjorslev med Skole".
Stationen blev lagt et par hundrede meter vest for landsbygaden (Nørregade-Søndergade), hvor Otterup allerede var vokset sammen med nabolandsbyen Hjorslev mod syd. Ved banens start havde Otterup som mange andre landsbyer skole, smedje og mølle, men derudover også apotek, lægebolig og jordemoderhus.
Omkring århundredeskiftet beskrives forholdene således: "Otterup (gml. Form Ottorp), ved Landevejen, med Kirke, „Frelserens Hospital" (opr. 1722 af Gehejmer. Chr. Sehestedt, † 1740, og Hustru, med et Hus ved Kirken til 8 fattige af Nislevgaards Gods), Apotek, Lægebolig og Mølle; den med Otterup sammenbyggede Hjorslev (1497: Hiorsløff), ved Landevejen, med Skole, Realskole, Forsamlingshus („Otterup Forsamlingshus"), Bryggeri, Cementtagstensfabrik m. m. samt Post-og Jærnbanestation („Otterup Station")".
Omkring 1960 havde Otterup også fået teknisk skole, missionshus, stadion, politistation, biograf, hotel, bank, sparekassefilial, mejeri, frugtlager, maltgøreri, andelskølehus, andelsvaskeri, elektricitetsværk, vandværk, bogtrykkeri og fabrikker, der fremstillede rør, tagsten, træsko, emballage og møbler.

### Geværfabrikken
Mellem 1889 og 1994 lå geværfabrikken Schultz & Larsen ved Fabriksvej og Skydebanevej. Virksomheden producerede fortrinsvis jagt- og salonrifler, men beskæftigede sig også i 1920'erne og 1930'erne med produktion af riffelpiber til både maskingeværer og maskinpistoler. Den udviklede panserværnsvåbnet "Ultra 2".
Fabriksbygningen er nu Otterups kultur- og medborgerhus. I 1994 gik fabrikken i betalingsstandsning, og produktionsapparatet blev flyttet til Rask Mølle, hvor det blev brugt i virksomheden Nielsen Gun Parts, der beskæftiger 10 mand.

### Erhverv
| Indkomstkilde                      | 1911 | 1930 | 1950 |
| ---------------------------------- | ---- | ---- | ---- |
| Landbrug                           | 137  | 142  | 177  |
| Håndværk og industri               | 305  | 516  | 693  |
| Handel og omsætning                | 143  | 159  | 205  |
| Transportvirksomhed                | 42   | 111  | 75   |
| Husgerning                         |      | 112  |      |
| Administration og liberale erhverv |      | 50   | 105  |
| Aldersrente, pension eller formue  |      | 86   | 169  |
| Ikke oplyst                        |      | 3    | 8    |

### Kommunale forhold
Otterup Kommune blev dannet ved sammenlægning af 11 sognekommuner 1. april 1966, altså inden kommunalreformen i 1970. Der blev bygget rådhus til den nye kommune, hvor jernbanestationen havde ligget. Det nye rådhus afløste Otterup sognekommunes gamle rådhus, som stadig findes over for Otterup Hotel i Jernbanegade. Det gamle rådhus har senest huset skoletandplejen, men kommunen har sat det til salg i september 2015.
Ved kommunalreformen i 2007 blev Otterup Kommune lagt sammen med Bogense og Søndersø kommuner til Nordfyns Kommune.

## Galleri
- Nislevgaard
- Kærlighedsstien på roebanens tracé
- Banetracé langs Skydebanevej
- Otterup Rådhus